# VV Heerenveen in het seizoen 1966/67
Het seizoen 1966/1967 was het 13e jaar in het bestaan van de Heerenveense betaaldvoetbalclub Heerenveen. De club kwam uit in de Tweede divisie en eindigde daarin op de 19e plaats.

## Wedstrijdstatistieken

### Tweede divisie
|       | AGOVV | Baronie | EDO   | Excelsior | Fortuna | Gooiland | Haarlem | Helmondia '55 | Hermes DVS | Hilversum | HVC   | Limburgia | NOAD  | PEC   | Roda JC | Tubantia | Veendam | FC VVV | Wageningen | Wilhelmina | ZFC   | Zwolsche Boys |
| ----- | ----- | ------- | ----- | --------- | ------- | -------- | ------- | ------------- | ---------- | --------- | ----- | --------- | ----- | ----- | ------- | -------- | ------- | ------ | ---------- | ---------- | ----- | ------------- |
| Thuis | 1 – 0 | 0 – 3   | 2 – 4 | 2 – 3     | 0 – 1   | 2 – 2    | 1 – 0   | 2 – 0         | 2 – 1      | 2 – 0     | 0 – 1 | 2 – 2     | 0 – 1 | 3 – 4 | 1 – 1   | 1 – 1    | 0 – 2   | 0 – 3  | 2 – 1      | 2 – 2      | 0 – 2 | 2 – 1         |
| Uit   | 2 – 3 | 1 – 0   | 1 – 1 | 4 – 1     | 4 – 0   | 1 – 0    | 4 – 0   | 5 – 0         | 0 – 1      | 2 – 0     | 1 – 1 | 4 – 1     | 5 – 1 | 1 – 2 | 1 – 0   | 2 – 5    | 5 – 0   | 5 – 0  | 2 – 1      | 4 – 0      | 2 – 1 | 1 – 3         |

## Statistieken Heerenveen 1966/1967

### Eindstand Heerenveen in de Nederlandse Tweede divisie 1966 / 1967
| Stand | Gespeeld | Gewonnen | Gelijk | Verloren | Punten | Doelpunten voor | Doelpunten tegen |
| ----- | -------- | -------- | ------ | -------- | ------ | --------------- | ---------------- |
| 19e   | 44       | 12       | 7      | 25       | 31     | 47              | 92               |

### Topscorers
| Competitie \| # \| Naam \| \| \| -------------- \| --------------------------- \| -- \| \| 1. \| Dré Woest \| 13 \| \| 2. \| Roel Huitema \| 8 \| \| 3. \| Hendrik Nijnuis \| 6 \| \| 4. \| Ido Bunnig \| 4 \| \| 5. \| Jan Boerema \| 3 \| \| 5. \| Henk van Koningsveld \| 3 \| \| 7. \| Henk Prinsen \| 2 \| \| 8. \| Jenne Efdé \| 1 \| \| 8. \| Sipke de Jong \| 1 \| \| 8. \| Wiebe de Jong \| 1 \| \| 8. \| Guus Joustra \| 1 \| \| 8. \| Kees Kist \| 1 \| \| 8. \| Henk Klunder \| 1 \| \| 8. \| Hans Zwart \| 1 \| \| Eigen doelpunt \| \| \| \| – \| Piet Dielissen (Wageningen) \| \| \| Totaal \| Totaal \| 47 \| |                             |      |
| # | Naam                        | Goal |
| 1. | Dré Woest                   | 13   |
| 2. | Roel Huitema                | 8    |
| 3. | Hendrik Nijnuis             | 6    |
| 4. | Ido Bunnig                  | 4    |
| 5. | Jan Boerema                 | 3    |
| 5. | Henk van Koningsveld        | 3    |
| 7. | Henk Prinsen                | 2    |
| 8. | Jenne Efdé                  | 1    |
| 8. | Sipke de Jong               | 1    |
| 8. | Wiebe de Jong               | 1    |
| 8. | Guus Joustra                | 1    |
| 8. | Kees Kist                   | 1    |
| 8. | Henk Klunder                | 1    |
| 8. | Hans Zwart                  | 1    |
| Eigen doelpunt |                             |      |
| – | Piet Dielissen (Wageningen) |      |
| Totaal | Totaal                      | 47   |

## Voetnoten
AGOVV · Baronie · EDO · Excelsior · Fortuna · Gooiland · Haarlem · Heerenveen · Helmondia '55 · Hermes DVS · Hilversum · HVC · Limburgia · NOAD · PEC · Roda JC · Tubantia · Veendam · FC VVV · Wageningen · Wilhelmina · ZFC · Zwolsche Boys